# 鶴屋怜
鶴屋 怜（つるや れい、2002年6月22日 - ）は、日本の男性総合格闘家。千葉県松戸市出身。THE BLACKBELT JAPAN所属。元フライ級キング・オブ・パンクラシスト。Road to UFC Season 2フライ級トーナメント優勝。
父はTHEパラエストラ千葉ネットワーク代表の鶴屋浩。

## 来歴
松戸市で生まれ柏市で育つ。
3歳頃からレスリングを始めた。レスリングでは、小学4年、6年で全国優勝。レスリング強豪校の日本体育大学柏高等学校では、高校2年時にジュニアオリンピック準優勝、世界大会出場。高校3年時に2020年全国高校選抜大会フリースタイル60kg級で準優勝に輝き、団体戦ではインターハイ、全国選抜で3年連続団体戦全国優勝をしている。
レスリング以外の格闘技でも、幼少期からレスリングの合間に週末に趣味程度にやっていたブラジリアン柔術では小学4年時に世界大会のアブダビワールドプロ柔術2013ジュニアの部で優勝、サンボでは全日本キッズサンボ選手権中学生の部で優勝などの実績がある。
元々はレスリングを続けオリンピックで金メダルを獲りたいという目標を持っていたが、父親にやらされていたという感じもあり、中学2年の時にUFC 189のUFC世界フェザー級暫定王座決定戦でコナー・マクレガーがチャド・メンデスに勝利した試合を見て、マクレガーに憧れ、UFCのチャンピオンになることに目標が変わった。そのため高校に進学せず総合格闘技を始めようとするが、父親に止められたため、高校ではレスリングの練習が終了した後に総合格闘技の練習をするという毎日を送った。
アマチュア総合格闘技で6戦6勝の戦績でプロへ転向した。

### プロ時代
2021年2月21日、高校3年の時にDEEP 100 IMPACT～20th Anniversary～でプロデビュー。
2022年4月29日、PANCRASE 327でランキング3位の秋葉太樹と対戦し、1Rにリアネイキッドチョークによる一本勝ちを収めた。
2022年9月11日、PANCRASE 329でランキング1位の上田将竜と対戦し、1RにTKO勝ちを収めフライ級キング・オブ・パンクラシストの猿飛流との挑戦権を獲得した。
2022年12月25日、PANCRASE 330で行われたPANCRASEフライ級タイトルマッチで王者の猿飛流に挑戦し、2Rにリアネイキッドチョークによる一本勝ちを収め、王座獲得に成功した。

#### Road to UFC
2023年5月27日、中国・上海のUFCパフォーマンス・インスティテュート上海で開催されたRoad to UFC Season 2のフライ級トーナメント1回戦でロナル・シアハーンと対戦し、スカーフホールドアームロックによる一本勝ちを収め準決勝に進出した。
2023年8月27日、シンガポール・カランのシンガポール・インドア・スタジアムで開催されたRoad to UFC Season 2のフライ級トーナメント準決勝でマーク・クリマコと対戦し、3-0の判定勝ちを収め決勝に進出した。
2024年2月4日、ネバダ州・ラスベガスのUFC APEXで開催のRoad to UFC Season 2のフライ級トーナメント決勝でジー・ニウシュイエと対戦し、1Rでパウンドアウトし優勝。UFC契約を勝ち取った。

### UFC
2024年6月29日、UFC初出場となったUFC 303でカルロス・ヘルナンデスと対戦し、3-0の判定勝ち。
2025年3月8日、UFC 313でジョシュア・ヴァンと対戦し、0-3の判定負け。キャリア初黒星を喫した。なお、この試合はUFC史上初となる2000年代生まれ同士の対戦となった。

## 戦績

### 総合格闘技
| 総合格闘技 戦績 | 総合格闘技 戦績 | 総合格闘技 戦績 | 総合格闘技 戦績 | 総合格闘技 戦績 | 総合格闘技 戦績 | 総合格闘技 戦績 |
| --------------- | --------------- | --------------- | --------------- | --------------- | --------------- | --------------- |
| 11 試合         | (T)KO           | 一本            | 判定            | その他          | 引き分け        | 無効試合        |
| 10 勝           | 4               | 4               | 2               | 0               | 0               | 0               |
| 1 敗            | 0               | 0               | 1               | 0               | 0               | 0               |

| 勝敗 | 対戦相手               | 試合結果                             | 大会名                                                            | 開催年月日     |
| ×    | ジョシュア・ヴァン     | 5分3R終了 判定0-3                    | UFC 313: Pereira vs. Ankalaev                                     | 2025年3月8日   |
| ○    | カルロス・ヘルナンデス | 5分3R終了 判定3-0                    | UFC 303: Pereira vs. Procházka 2                                  | 2024年6月29日  |
| ○    | ジー・ニウシュイエ     | 1R 4:59 TKO（パウンド）              | Road to UFC Season 2: Las Vegas 【フライ級トーナメント 決勝】     | 2024年2月4日   |
| ○    | マーク・クリマコ       | 5分3R終了 判定3-0                    | Road to UFC Season 2: Singapore 【フライ級トーナメント 準決勝】   | 2023年8月27日  |
| ○    | ロナル・シアハーン     | 2R 1:19 スカーフホールドアームロック | Road to UFC Season 2: Shanghai 【フライ級トーナメント 1回戦】     | 2023年5月27日  |
| ○    | 猿飛流                 | 2R 1:03 リアネイキッドチョーク       | PANCRASE 330 【フライ級キング・オブ・パンクラス タイトルマッチ】  | 2022年12月25日 |
| ○    | 上田将竜               | 1R 2:33 TKO（パウンド）              | PANCRASE 329 【フライ級キング・オブ・パンクラス次期挑戦者決定戦】 | 2022年9月11日  |
| ○    | 秋葉太樹               | 1R 3:42 リアネイキッドチョーク       | PANCRASE 327                                                      | 2022年4月29日  |
| ○    | 久保健太               | 1R 3:55 TKO（パウンド）              | DEEP 104 IMPACT                                                   | 2021年10月23日 |
| ○    | 荒木凌                 | 1R 2:05 ギロチンチョーク             | DEEP 102 IMPACT                                                   | 2021年7月4日   |
| ○    | 竜己                   | 2R 2:17 TKO（パウンド）              | DEEP 100 IMPACT～20th Anniversary～                               | 2021年2月21日  |

## 獲得タイトル
- 第8代フライ級キング・オブ・パンクラシスト（2022年）
- Road to UFC Season 2 フライ級トーナメント 優勝（2024年）